# اکشن فست
اکشن فست یا جشنواره فیلم‌های اکشن (به انگلیسی: ActionFest) یک جشنواره فیلم سالانه در اشویل، کارولینای شمالی بود که توسط بیل بانوسکی، بنیانگذار سینماهای کارولینا و مگنولیا پیکچرز و آرون نوریس کارگردان/تهیه‌کننده اکشن (برادوک: عملیات جنگی ۳، واکر، رنجر تگزاس)، همراه با دنیس برمن و تام کوین آغاز شد. اکشن فست اولین جشنواره فیلم در جهان بود که منحصراً به فیلم‌های اکشن اختصاص داشت. همچنین این تنها جشنواره فیلمی در جهان بود که با تجلیل از بدلکاران، خلأ ناشی از تصمیم آکادمی علوم و هنرهای سینما مبنی بر عدم شناسایی مردان و بدلکاران در جوایز اسکار را پر کرد. مأموریت اعلام شده اکشن فست «شناسایی، احترام و قدردانی از تلاش‌های چشمگیر این افراد شگفت‌انگیز بود که هر روز جان خود را به خطر می‌اندازند تا فیلم‌های هالیوودی هیجان‌انگیز و عالی به نظر برسند».
اولین جشنواره سالانه در سینما کارولینا اشویل از ۱۵ تا ۱۸ آوریل ۲۰۱۰ برگزار شد و با نمایش جهانی حماسه خونین شمشیر و صندل کارگردان نیل مارشال، سنتوریون، افتتاح شد. جشنواره ۲۰۱۰ بیش از ۲۵ فیلم از سراسر جهان را به نمایش گذاشت، از جمله اولین نمایش جهانی شکست‌ناپذیر ۳: رستگاری بود. چاک نوریس، هنرمند رزمی افسانه‌ای و فوق ستاره فیلم‌های اکشن، برای دریافت جایزه ستاره اکشن دهه اکشن فست آماده بود، اما او در واقع این جایزه را به شریک خلاق قدیمی خود، برادرش آرون، تقدیم کرد.